# Zračna luka Paro
Zračna luka Paro (IATA: PBH, ICAO: VQPR) je jedina međunarodna zračna luka u Kraljevini Butan. Nalazi se šest km od grada Paro u dolini rijeke Paro Chhu na visini od 2.230 m. Zbog okolnih vrhova visokih 5.500 m zračna luka Paro se smatra jednom od najzahtijevnijih na svijetu. Dovoljno govori činjenica da je do listopada 2009. samo osam pilota bilo licencirano za slijetanje na zračnu luku. Zračni promet na aerodromu je dozvoljen samo u dobrim vizualnim i meteorološkim uvjetima te u vremenu od izlaska do zalaska sunca.
Osim zračne luke Paro, u Butanu postoje i zračne luke Bathpalathang i Yongphulla. Na temelju petogodišnjeg državnog planiranja (petoljetka) namjerava se izgraditi još jedna zračna luka u Gelephu. Iako se prvotno htjelo da se tamo izgradi međunarodna zračna luka, planovi su promijenjeni u listopadu 2008. te će biti namijenjena domaćem zračnom prometu.

## Karakteristike
Zračna luka Paro ima jednu uzletno-sletnu stazu dužine 1.964 m. Luka uključuje po jedan putnički i teretni terminal te dva hangara za zrakoplove.
2002. zračna luka je imala putnički promet od 37.151 putnika i 90.983 tona tereta.

## Avio kompanije i destinacije
Druk Air je nacionalna avio kompanija koja koristi zračnu luku Paro kao hub. U kolovozu 2010. nepalski Buddha Air je postao prvi međunarodni avio prijevoznik koji je počeo koristiti zračnu luku Paro za čarterski prijevoz. Luku koristi i privatna avio kompanija Tashi Air.

### Civilni transport
| Zračna luka Paro | Zračna luka Paro                                                                                             |
| Avio kompanija   | Destinacije                                                                                                  |
| ---------------- | --- |
| Druk Air         | Jakar, Trashigang, Bagdogra, Bombaj, Gaya, Guwahati, Kalkuta, New Delhi, Bangkok, Dhaka, Kathmandu, Singapur |
| Tashi Air        | Jakar, Trashigang                                                                                            |
| Buddha Air       | Kathmandu (čarterski letovi)                                                                                 |

## Vanjske poveznice
- Službene web stranice Druk Aira
- World Aero Data.com  Arhivirana inačica izvorne stranice od 3. ožujka 2016. (Wayback Machine)